# Edmund Schebek
Edmund Schebek (23. října 1819 Petrov nad Desnou – 11. února 1895 Praha) byl česko-německý právník, historik a tajemník Hospodářské a živnostenské komory v Praze.

## Život
Narodil se v Petrově nad Desnou v pohoří Jeseníků na severní Moravě. Roku 1846 promoval jako doktor práva na Právnické fakultě olomoucké univerzity. Roku 1848 byl poprvé veřejně zvolen jako zástupce Moravy ve Svatováclavském výboru (později Národní výbor). Byl také účastníkem Slovanského sjezdu v Praze (1848). Od roku 1851 působil u Hospodářské a živnostenské komory v Praze, v letech 1856–1884 byl pak jejím tajemníkem. Byl členem kuratoria Uměleckoprůmyslového muzea v Praze a korespondujícím členem Rakouského muzea pro umění a průmysl a korespondujícím členem Společnosti pro podporu německé vědy, umění a literatury v Čechách.
Rytíř řádu Františka Josefa, čestný důstojník francouzské akademie.
Zemřel roku 1895 v Praze, pohřben byl v rodném Petrově nad Desnou.

## Dílo
Schebkovo dílo se soustředí především na historii českého průmyslu, sklářství a výrobu pracovních nástrojů. Zabýval se rovněž barokními malíři.